# Tito Dávila
Tito Dávila (Mendoza, Argentina, 17 de mayo de 1960) es un músico, compositor y productor musical reconocido en Argentina y España por sus trabajos junto a Los Enanitos Verdes, Andrés Calamaro, Estopa, Claudia Puyó, Ariel Rot, Jorge Drexler, entre muchos otros.

## Biografía
Nació en Mendoza, en donde desde muy joven comenzó su carrera musical como autodidacta. Durante su primera etapa participa de grupos de música de rock progresivo, raíz folclórica y también fusión latinoamericana. A los 24 años entra a formar parte de la banda mendocina Los Enanitos Verdes con la cual lograría reconocimiento en todo Latinoamérica y grabar 4 discos en los cuales participó como tecladista y segundo compositor 
En 1989 decide separarse de la banda y migrar a España, en donde comienza una importante carrera como productor. músico de sesión y acompañando a importantes artistas como Christina y Los Subterráneos, Ariel Rot, Miguel Ríos, Joaquín Sabina, Los Ronaldos entre otros y como miembro estable de la banda de Andrés Calamaro a la cual ingresó después de la gira 2 Rodríguez en la cual Junto a Ariel Rot recordaron los éxitos de Los Rodríguez una de las bandas más importantes de habla hispana.
Destaca su trabajo como productor, con discos como  "Esperando Nada" de Nicole que obtuvo un Triple Disco de Platino, "Cuando te vi partir" de Claudia Puyó  Mejor Disco de Rock Nacional Solista Femenina (ACE), "Frontera" junto a Jorge Drexler entre otros.
Actualmente Tito Dávila sigue enfocado en su carrera como músico y productor musical moviéndose constantemente entre España y Latinoamérica.

## Artistas vinculados
- Los Enanitos Verdes
- Andrés Calamaro
- Jorge Drexler
- Miguel Rios
- Ariel Rot
- Los Ronaldos
- Miguel Rios
- Claudia Puyó
- Cañaman
- La Sociedad
- Nicole
- La Rue Morgue
- Estopa
- David Summers
- Alejandra Guzmán
- Roulotte

### Periódicos y publicaciones
- http://www.eluniverso.com/2009/10/04/1/1378/tan-verdes-como-hace-treinta-anos.html
- http://lafonoteca.net/grupos/christina-y-los-subterraneos/
- http://www.efeeme.com/musicos-en-la-sombra-tito-davila-tras-los-teclados-de-ariel-rot-y-andres-calamaro/
- http://www.elmostrador.cl/cultura/2000/11/16/la-sociedad-presenta-bar-de-amores/
- https://itunes.apple.com/bs/artist/christina-y-los-subterraneos/id30715740
- http://www.discaffinity.com/es/component/tito-davila